# Püthagoraszi hangolás
A püthagoraszi hangolás következetesen kvintekből, a kvintkör szerint felépülő temperálás, amelyben a püthagoraszi kommát egyetlen nem tiszta kvint küszöböli ki, a szintonikus komma pedig a tercek nagy részénél teljesen megmarad. Előnye a tiszta hangoláshoz képest az, hogy több hangnemben is lehet elfogadhatóan játszani, a kiegyenlített hangolástól eltérően pedig tartalmaz tiszta hangközöket, így például a Gisz-Esz kvintet szűkítő változatban az alaphangnemen belül tiszta a nagyszekund, a kvart, a kvint, a kisszeptim és az oktáv. A középhangú temperálás elterjedéséig egyeduralkodó volt e hangolás az európai zenében, csak a terc konszonánssá válása és az ennek nyomán jelentkező új igények tudták a reneszánsz idején visszaszorítani más temperálásokhoz képest.

## Általános hangolás

### Alapszámítások
A püthagoraszi hangsor alapjául a tiszta kvint szolgál, melynek arányszáma 3/2, az ehhez tartozó centérték pedig a következő képlettel számítható ki:
Ebből a kvintből építünk egymásra tizenkettőt, hogy megkapjuk a hangsor elemeit. Mivel azonban 12 tiszta kvint nem egyenlő 7 tiszta oktávval, vagyis
így a kvintkör nem záródik, és fennmarad a püthagoraszi komma, melynek értéke:
Ennek következményeként ezen hangolásban minden hangközből két különböző fajta található, egy kisebb és egy nagyobb, K (23,46 cent) eltéréssel. Szemléletesen ezt úgy magyarázhatjuk, hogy például a C-ről kiindulva az F hangot kétféleképpen kaphatjuk meg: vagy egymásra építünk fölfelé 11 kvintet, vagy pedig C-ről lépünk egy kvintet lefelé. A püthagoraszi komma létezése miatt a két kvart (C-F) nem lesz egyforma, az első esetben a centérték 521,505, a másodikban 498,045 (a különbség 23,46).

### Felépítés
A püthagoraszi hangsor kvintekből való építkezését mutatja be a következő táblázat. Az első oszlop tartalmazza a lépésszámot, a második az abszolút centértéket, a harmadik a közös oktávba transzponáltat (matematikailag ezt értelemszerűen úgy kapjuk meg, hogy vesszük az 1200-zal való osztás maradékát), a negyedik pedig a megkapott hangköz kiegészítő hangközét (például a tiszta kvintnél a tiszta kvartot stb.), ami ugyanaz, mintha lefelé kezdtünk volna el a kvintekből építkezni, és amire a következőkben lesz szükségünk a hangközök két különböző fajtájának meghatározásához.
| i  | C = i * Ckvint | k1 = C mod 1200 | k2 = 1200 – k1 |
| -- | -------------- | --------------- | -------------- |
| 0  | 0              | 0               | 1200 (0)       |
| 1  | 701,955        | 701,955         | 498,045        |
| 2  | 1403,91        | 203,91          | 996,09         |
| 3  | 2105,865       | 905,865         | 294,135        |
| 4  | 2807,82        | 407,82          | 792,18         |
| 5  | 3509,775       | 1109,775        | 90,225         |
| 6  | 4211,73        | 611,73          | 588,27         |
| 7  | 4913,685       | 113,685         | 1086,315       |
| 8  | 5615,64        | 815,64          | 384,36         |
| 9  | 6317,595       | 317,595         | 882,405        |
| 10 | 7019,55        | 1019,55         | 180,45         |
| 11 | 7721,505       | 521,505         | 678,495        |
| 12 | 8423,46        | 23,46           | 1176,54        |

### Hangközök
A fenti számokat sorrendbe téve meghatározhatjuk a hangközöket, és kiszámíthatjuk eltérésüket a tiszta hangolású hangsor (t) elemeitől:
| Hang neve | Hangköz neve | t        | k1       | t – k1  | k2       | t – k2 |
| --------- | ------------ | -------- | -------- | ------- | -------- | ------ |
| C         | Prím         | 0,000    | 23,460   | -23,460 | 0,000    | 0,000  |
| Cisz      | Kisszekund   | 111,731  | 113,685  | -1,954  | 90,225   | 21,506 |
| D         | Nagyszekund  | 203,910  | 203,910  | 0,000   | 180,450  | 23,460 |
| Esz       | Kisterc      | 315,641  | 317,595  | -1,954  | 294,135  | 21,506 |
| E         | Nagyterc     | 386,314  | 407,820  | -21,506 | 384,360  | 1,954  |
| F         | Kvart        | 498,045  | 521,505  | -23,460 | 498,045  | 0,000  |
| Fisz      | Tritonus     | 590,224  | 611,730  | -21,506 | 588,270  | 1,954  |
| G         | Kvint        | 701,955  | 701,955  | 0,000   | 678,495  | 23,460 |
| Gisz      | Kisszext     | 813,686  | 815,640  | -1,954  | 792,180  | 21,506 |
| A         | Nagyszext    | 884,359  | 905,865  | -21,506 | 882,405  | 1,954  |
| B         | Kisszeptim   | 996,090  | 1019,550 | -23,460 | 996,090  | 0,000  |
| H         | Nagyszeptim  | 1088,269 | 1109,775 | -21,506 | 1086,315 | 1,954  |

k1 – k2 láthatóan minden esetben 23,46, vagyis a püthagoraszi komma. A kisterc és a nagyterc egy-egy változata (294,135 ill. 407,82) 21,506 centtel tér el a tiszta hangolás által megkövetelt értéktől: ez a különbség a szintonikus komma, ami a püthagoraszi hangolást – a terc szerepének felértékelődése miatt – a középkorban használatra alkalmatlanná teszi, és kikényszeríti a tiszta terceket tartalmazó középhangú temperálás megalkotását. Megjegyzendő, hogy a két terc másik két változata csak 1,954-del tér el a tiszta hangolástól, azonban ezen változatokból csupán 3 illetve 4 fordul elő az adott hangsorban, szemben a nem tiszta tercek 8 illetve 9 darabszámával

## Hangolás szűkített Gisz-Esz kvinttel
Ahhoz, hogy a kvintkör bezáruljon, a kvintlánc egyik helyén a szokásosnál kisebb kvintet, az ún. farkaskvintet kell használni a tiszta kvint helyett. Attól függően, hogy melyik kvintet csökkentjük, kaphatjuk meg a püthagoraszi hangolás különböző változatait. (Nem célszerű ezt a lánc végére, az F-C kvintre hagyni, mert az sok zenében előfordul, melyek így mind hamisan szólnának.) A legelterjedtebb megoldás a Gisz-Esz kvint csökkentése; a továbbiakban ennek tulajdonságait vizsgáljuk, azon megjegyzéssel, hogy az egyéb változatok is nagyon hasonlóak ehhez, csak más helyeken jelennek meg a különböző hangköztípusok.

### Felépítés
Az általános esethez hasonlóan tiszta kvintekből építjük fel a hangsorunkat, ügyelve arra, hogy a Gisz-Esz kvintben (a 9. lépésben) levonjuk a kommát. Az alábbi táblázat első oszlopa a hang nevét mutatja, a második a lépésszámot, a harmadik az általános hangolás abszolút centértékeit, a negyedik a kommát, amit az Esz-től kezdve alkalmazunk, az ötödik a kommával módosított értékeket, a hatodik pedig ezen utóbbi közös oktávba transzponált változatait vagyis a C1-hez viszonyított hangközértékeket.
| Hang neve | i  | C = i * Ckvint | komma   | kabs     | k = kabs mod 1200 |
| --------- | -- | -------------- | ------- | -------- | ----------------- |
| C1        | 0  | 0,000          |         | 0,000    | 0,000             |
| G         | 1  | 701,955        |         | 701,955  | 701,955           |
| D         | 2  | 1403,910       |         | 1403,910 | 203,910           |
| A         | 3  | 2105,865       |         | 2105,865 | 905,865           |
| E         | 4  | 2807,820       |         | 2807,820 | 407,820           |
| H         | 5  | 3509,775       |         | 3509,775 | 1109,775          |
| Fisz      | 6  | 4211,730       |         | 4211,730 | 611,730           |
| Cisz      | 7  | 4913,685       |         | 4913,685 | 113,685           |
| Gisz      | 8  | 5615,640       |         | 5615,640 | 815,640           |
| Esz       | 9  | 6317,595       | -23,460 | 6294,135 | 294,135           |
| B         | 10 | 7019,550       | -23,460 | 6996,090 | 996,090           |
| F         | 11 | 7721,505       | -23,460 | 7698,045 | 498,045           |
| C2        | 12 | 8423,460       | -23,460 | 8400,000 | 0,000             |

Ezáltal a püthagoraszi kommát a gyakorlatban ritkán használt Gisz-Esz kvintben rejtettük el, így a C körüli hangnemek tisztán szólnak.

### Hangközök
A fenti k értékeket sorba rendezve kapjuk meg az adott hangolás alaphangra emelt hangközeit. Az alábbi táblázatban az első oszlop a hangok míg a második a hangközök neveit adja meg, a harmadik tartalmazza hangközértékeket, a negyedikből pedig az előző hangtól való eltérést olvashatjuk le.
| Hang neve | Hangköz neve | k        | Δk      |
| --------- | ------------ | -------- | ------- |
| C         | Prím         | 0,000    | -       |
| Cisz      | Kisszekund   | 113,685  | 113,685 |
| D         | Nagyszekund  | 203,910  | 90,225  |
| Esz       | Kisterc      | 294,135  | 90,225  |
| E         | Nagyterc     | 407,820  | 113,685 |
| F         | Kvart        | 498,045  | 90,225  |
| Fisz      | Tritonus     | 611,730  | 113,685 |
| G         | Kvint        | 701,955  | 90,225  |
| Gisz      | Kisszext     | 815,640  | 113,685 |
| A         | Nagyszext    | 905,865  | 90,225  |
| B         | Kisszeptim   | 996,090  | 90,225  |
| H         | Nagyszeptim  | 1109,775 | 113,685 |

Mint kitűnik, a kétféle kisszekund (90,225 illetve 113,685) építi fel a hangsort, más félhangtípus nem fordul elő.
A következő táblázat az összes előforduló hangközt tünteti fel, kiemelten a nagyobb (a fentiekben k1 típusú) és normál módon a kisebb (k2) hangközöket.
| -    | C        | Cisz     | D        | Esz      | E        | F        | Fisz     | G        | Gisz     | A        | B        | H        |
| ---- | -------- | -------- | -------- | -------- | -------- | -------- | -------- | -------- | -------- | -------- | -------- | -------- |
| C    | 0,000    | 113,685  | 203,910  | 294,135  | 407,820  | 498,045  | 611,730  | 701,955  | 815,640  | 905,865  | 996,090  | 1109,775 |
| Cisz | 1086,315 | 0,000    | 90,225   | 180,450  | 294,135  | 384,360  | 498,045  | 588,270  | 701,955  | 792,180  | 882,405  | 996,090  |
| D    | 996,090  | 1109,775 | 0,000    | 90,225   | 203,910  | 294,135  | 407,820  | 498,045  | 611,730  | 701,955  | 792,180  | 905,865  |
| Esz  | 905,865  | 1019,550 | 1109,775 | 0,000    | 113,685  | 203,910  | 317,595  | 407,820  | 521,505  | 611,730  | 701,955  | 815,640  |
| E    | 792,180  | 905,865  | 996,090  | 1086,315 | 0,000    | 90,225   | 203,910  | 294,135  | 407,820  | 498,045  | 588,270  | 701,955  |
| F    | 701,955  | 815,640  | 905,865  | 996,090  | 1109,775 | 0,000    | 113,685  | 203,910  | 317,595  | 407,820  | 498,045  | 611,730  |
| Fisz | 588,270  | 701,955  | 792,180  | 882,405  | 996,090  | 1086,315 | 0,000    | 90,225   | 203,910  | 294,135  | 384,360  | 498,045  |
| G    | 498,045  | 611,730  | 701,955  | 792,180  | 905,865  | 996,090  | 1109,775 | 0,000    | 113,685  | 203,910  | 294,135  | 407,820  |
| Gisz | 384,360  | 498,045  | 588,270  | 678,495  | 792,180  | 882,405  | 996,090  | 1086,315 | 0,000    | 90,225   | 180,450  | 294,135  |
| A    | 294,135  | 407,820  | 498,045  | 588,270  | 701,955  | 792,180  | 905,865  | 996,090  | 1109,775 | 0,000    | 90,225   | 203,910  |
| B    | 203,910  | 317,595  | 407,820  | 498,045  | 611,730  | 701,955  | 815,640  | 905,865  | 1019,550 | 1109,775 | 0,000    | 113,685  |
| H    | 90,225   | 203,910  | 294,135  | 384,360  | 498,045  | 588,270  | 701,955  | 792,180  | 905,865  | 996,090  | 1086,315 | 0,000    |

Értelemszerűen a bal fentről jobb alulra tartó átlók tartalmazzák az azonos típusú hangközöket. Leolvasható például az ábráról, hogy ebben a hangolásban egy darab 521,505 centértékű kvart található (nyilván az Esz-Gisz, a Gisz-Esz kvint fordítottja), a többi mind 498,045 értékű. A számokat viszonyíthatjuk a tiszta hangolású értékekhez is, ekkor kapjuk az alábbi táblát (t – k1 ill. t – k2 különbségekkel):
| -    | C       | Cisz    | D       | Esz     | E       | F       | Fisz    | G       | Gisz    | A       | B       | H       |
| ---- | ------- | ------- | ------- | ------- | ------- | ------- | ------- | ------- | ------- | ------- | ------- | ------- |
| C    | 0,000   | -1,954  | 0,000   | 21,506  | -21,506 | 0,000   | -21,506 | 0,000   | -1,954  | -21,506 | 0,000   | -21,506 |
| Cisz | 1,954   | 0,000   | -21,506 | 23,460  | 21,506  | 1,954   | 0,000   | 1,954   | 0,000   | 21,506  | 1,954   | 0,000   |
| D    | 0,000   | -21,506 | 0,000   | -21,506 | 0,000   | 21,506  | -21,506 | 0,000   | -21,506 | 0,000   | 21,506  | -21,506 |
| Esz  | -21,506 | -23,460 | -21,506 | 0,000   | -1,954  | 0,000   | -1,954  | -21,506 | -23,460 | -21,506 | 0,000   | -1,954  |
| E    | 21,506  | -21,506 | 0,000   | 1,954   | 0,000   | -21,506 | 0,000   | 21,506  | -21,506 | 0,000   | 1,954   | 0,000   |
| F    | 0,000   | -1,954  | -21,506 | 0,000   | -21,506 | 0,000   | -1,954  | 0,000   | -1,954  | -21,506 | 0,000   | -21,506 |
| Fisz | 1,954   | 0,000   | 21,506  | 1,954   | 0,000   | 1,954   | 0,000   | -21,506 | 0,000   | 21,506  | 1,954   | 0,000   |
| G    | 0,000   | -21,506 | 0,000   | 21,506  | -21,506 | 0,000   | -21,506 | 0,000   | -1,954  | 0,000   | 21,506  | -21,506 |
| Gisz | 1,954   | 0,000   | 1,954   | 23,460  | 21,506  | 1,954   | 0,000   | 1,954   | 0,000   | -21,506 | 23,460  | 21,506  |
| A    | 21,506  | -21,506 | 0,000   | 1,954   | 0,000   | 21,506  | -21,506 | 0,000   | -21,506 | 0,000   | -21,506 | 0,000   |
| B    | 0,000   | -1,954  | -21,506 | 0,000   | -21,506 | 0,000   | -1,954  | -21,506 | -23,460 | -21,506 | 0,000   | -1,954  |
| H    | -21,506 | 0,000   | 21,506  | 1,954   | 0,000   | 1,954   | 0,000   | 21,506  | -21,506 | 0,000   | 1,954   | 0,000   |

Mint leolvasható, a kisterc 3 helyen (Esz-Fisz, F-Gisz, B-Cisz), a nagyterc pedig 4 helyen (Cisz-F, Fisz-B, Gisz-C, H-Esz) majdnem teljesen tiszta (a különbség abszolútértékben 1,954 cent), a többi esetben azonban ennél jóval többel, a szintonikus komma 21,506 centértékével tér el a tiszta hangolás által megkövetelttől.

### Skálák
A 12-fokú hangsor minden fokára építhetünk skálát, amelyik a hangolási rendszer függvényében más lesz, mint az eredeti, az alaphangra emelt skála. A püthagoraszi hangolás esetében minél távolabb kerülünk az alaphangtól, annál hamisabb lesz a kapott hangsorunk, vagyis itt a tiszta hangolás egy változatával van dolgunk. 
A Gisz-Esz kvintet szűkítő hangolás esetén az alábbi táblázat szerint alakulnak a skálaviszonyok. Az egyes oszlopok azt mutatják, milyen centviszonyban vannak a hangok a kijelölt alaphanghoz képest; például az Esz skálában a kvint a B, az Esz-B hangköz pedig 701,955 értékű kvint (a tábla valójában a hangközöket mutató fentebbi "elforgatása" 45°-kal).
| -  | C        | Cisz     | D        | Esz      | E        | F        | Fisz     | G        | Gisz     | A        | B        | H        |
| -- | -------- | -------- | -------- | -------- | -------- | -------- | -------- | -------- | -------- | -------- | -------- | -------- |
| 0  | 0,000    | 0,000    | 0,000    | 0,000    | 0,000    | 0,000    | 0,000    | 0,000    | 0,000    | 0,000    | 0,000    | 0,000    |
| 1  | 113,685  | 90,225   | 90,225   | 113,685  | 90,225   | 113,685  | 90,225   | 113,685  | 90,225   | 90,225   | 113,685  | 90,225   |
| 2  | 203,910  | 180,450  | 203,910  | 203,910  | 203,910  | 203,910  | 203,910  | 203,910  | 180,450  | 203,910  | 203,910  | 203,910  |
| 3  | 294,135  | 294,135  | 294,135  | 317,595  | 294,135  | 317,595  | 294,135  | 294,135  | 294,135  | 294,135  | 317,595  | 294,135  |
| 4  | 407,820  | 384,360  | 407,820  | 407,820  | 407,820  | 407,820  | 384,360  | 407,820  | 384,360  | 407,820  | 407,820  | 384,360  |
| 5  | 498,045  | 498,045  | 498,045  | 521,505  | 498,045  | 498,045  | 498,045  | 498,045  | 498,045  | 498,045  | 498,045  | 498,045  |
| 6  | 611,730  | 588,270  | 611,730  | 611,730  | 588,270  | 611,730  | 588,270  | 611,730  | 588,270  | 588,270  | 611,730  | 588,270  |
| 7  | 701,955  | 701,955  | 701,955  | 701,955  | 701,955  | 701,955  | 701,955  | 701,955  | 678,495  | 701,955  | 701,955  | 701,955  |
| 8  | 815,640  | 792,180  | 792,180  | 815,640  | 792,180  | 815,640  | 792,180  | 792,180  | 792,180  | 792,180  | 815,640  | 792,180  |
| 9  | 905,865  | 882,405  | 905,865  | 905,865  | 905,865  | 905,865  | 882,405  | 905,865  | 882,405  | 905,865  | 905,865  | 905,865  |
| 10 | 996,090  | 996,090  | 996,090  | 1019,550 | 996,090  | 996,090  | 996,090  | 996,090  | 996,090  | 996,090  | 1019,550 | 996,090  |
| 11 | 1109,775 | 1086,315 | 1109,775 | 1109,775 | 1086,315 | 1109,775 | 1086,315 | 1109,775 | 1086,315 | 1109,775 | 1109,775 | 1086,315 |

Ha az alaphangra emelt skálához viszonyítunk, vagyis azt nézzük, mennyire tér el az adott sor az eredetitől, a következő táblát kapjuk:
| -           | C    | Cisz   | D      | Esz   | E      | F     | Fisz   | G      | Gisz   | A      | B     | H      |
| ----------- | ---- | ------ | ------ | ----- | ------ | ----- | ------ | ------ | ------ | ------ | ----- | ------ |
| Prím        | 0,00 | 0,00   | 0,00   | 0,00  | 0,00   | 0,00  | 0,00   | 0,00   | 0,00   | 0,00   | 0,00  | 0,00   |
| Kisszekund  | 0,00 | -23,46 | -23,46 | 0,00  | -23,46 | 0,00  | -23,46 | 0,00   | -23,46 | -23,46 | 0,00  | -23,46 |
| Nagyszekund | 0,00 | -23,46 | 0,00   | 0,00  | 0,00   | 0,00  | 0,00   | 0,00   | -23,46 | 0,00   | 0,00  | 0,00   |
| Kisterc     | 0,00 | 0,00   | 0,00   | 23,46 | 0,00   | 23,46 | 0,00   | 0,00   | 0,00   | 0,00   | 23,46 | 0,00   |
| Nagyterc    | 0,00 | -23,46 | 0,00   | 0,00  | 0,00   | 0,00  | -23,46 | 0,00   | -23,46 | 0,00   | 0,00  | -23,46 |
| Kvart       | 0,00 | 0,00   | 0,00   | 23,46 | 0,00   | 0,00  | 0,00   | 0,00   | 0,00   | 0,00   | 0,00  | 0,00   |
| Tritonus    | 0,00 | -23,46 | 0,00   | 0,00  | -23,46 | 0,00  | -23,46 | 0,00   | -23,46 | -23,46 | 0,00  | -23,46 |
| Kvint       | 0,00 | 0,00   | 0,00   | 0,00  | 0,00   | 0,00  | 0,00   | 0,00   | -23,46 | 0,00   | 0,00  | 0,00   |
| Kisszext    | 0,00 | -23,46 | -23,46 | 0,00  | -23,46 | 0,00  | -23,46 | -23,46 | -23,46 | -23,46 | 0,00  | -23,46 |
| Nagyszext   | 0,00 | -23,46 | 0,00   | 0,00  | 0,00   | 0,00  | -23,46 | 0,00   | -23,46 | 0,00   | 0,00  | 0,00   |
| Kisszeptim  | 0,00 | 0,00   | 0,00   | 23,46 | 0,00   | 0,00  | 0,00   | 0,00   | 0,00   | 0,00   | 23,46 | 0,00   |
| Nagyszeptim | 0,00 | -23,46 | 0,00   | 0,00  | -23,46 | 0,00  | -23,46 | 0,00   | -23,46 | 0,00   | 0,00  | -23,46 |

Az oszlopokat és sorokat a skála felépítésének megfelelően újrarendezve még világosabban láthatjuk, hogyan válnak egyre hamisabbá a hangsorok az alaphangtól távolodva, illetve azt, milyen hatása van a kvintszűkítésnek:
| -           | C    | Cisz   | D      | Esz    | E      | F      | Fisz   | G      | Gisz   | A     | B     | H     |
| ----------- | ---- | ------ | ------ | ------ | ------ | ------ | ------ | ------ | ------ | ----- | ----- | ----- |
| Prím        | 0,00 | 0,00   | 0,00   | 0,00   | 0,00   | 0,00   | 0,00   | 0,00   | 0,00   | 0,00  | 0,00  | 0,00  |
| Kvint       | 0,00 | 0,00   | 0,00   | 0,00   | 0,00   | 0,00   | 0,00   | 0,00   | -23,46 | 0,00  | 0,00  | 0,00  |
| Nagyszekund | 0,00 | 0,00   | 0,00   | 0,00   | 0,00   | 0,00   | 0,00   | -23,46 | -23,46 | 0,00  | 0,00  | 0,00  |
| Nagyszext   | 0,00 | 0,00   | 0,00   | 0,00   | 0,00   | 0,00   | -23,46 | -23,46 | -23,46 | 0,00  | 0,00  | 0,00  |
| Nagyterc    | 0,00 | 0,00   | 0,00   | 0,00   | 0,00   | -23,46 | -23,46 | -23,46 | -23,46 | 0,00  | 0,00  | 0,00  |
| Nagyszeptim | 0,00 | 0,00   | 0,00   | 0,00   | -23,46 | -23,46 | -23,46 | -23,46 | -23,46 | 0,00  | 0,00  | 0,00  |
| Tritonus    | 0,00 | 0,00   | 0,00   | -23,46 | -23,46 | -23,46 | -23,46 | -23,46 | -23,46 | 0,00  | 0,00  | 0,00  |
| Kisszekund  | 0,00 | 0,00   | -23,46 | -23,46 | -23,46 | -23,46 | -23,46 | -23,46 | -23,46 | 0,00  | 0,00  | 0,00  |
| Kisszext    | 0,00 | -23,46 | -23,46 | -23,46 | -23,46 | -23,46 | -23,46 | -23,46 | -23,46 | 0,00  | 0,00  | 0,00  |
| Kisterc     | 0,00 | 0,00   | 0,00   | 0,00   | 0,00   | 0,00   | 0,00   | 0,00   | 0,00   | 23,46 | 23,46 | 23,46 |
| Kisszeptim  | 0,00 | 0,00   | 0,00   | 0,00   | 0,00   | 0,00   | 0,00   | 0,00   | 0,00   | 23,46 | 23,46 | 0,00  |
| Kvart       | 0,00 | 0,00   | 0,00   | 0,00   | 0,00   | 0,00   | 0,00   | 0,00   | 0,00   | 23,46 | 0,00  | 0,00  |

Jól megfigyelhetően minden egyes kvintlépés egy újabb hanggal teszi hamisabbá a teljes hangsort, egészen a farkaskvint alkalmazásáig, amikor megfordul a folyamat. A szűkítést tulajdonképpen úgy is értelmezhetjük, mint azon határt, ameddig felfelé illetve lefelé építjük a hangsort. A jelenlegi példában így a Gisz hangig haladunk felfelé, illetve az Esz-ig lefelé, a kettő pedig intervallumként farkaskvintet ad.

## Összefoglalás
A fenti konkrét példához hasonlóan el lehet végezni a más kvintet szűkítő püthagoraszi hangolások elemzését is. Mindegyik változatnál azt kapjuk eredményül, hogy 90,225 és 113,685 centértékű kisszekundok építik fel a hangsort, a skálák pedig a szűkítésig növekvő, majd onnantól csökkenő mértékben térnek el az eredetitől.
A hangolás láthatóan az alaphanghoz közeli hangnemeket preferálja, vagyis nem lehet benne minden skálát még hozzávetőlegesen sem hasonlóan eljátszani. Bár tartalmaz tiszta hangközöket, de a szintonikus komma kiküszöböletlensége miatt a reneszánsz és újkor zenéje elfordult tőle, s át kellett adnia helyét más temperálásoknak, hogy mára már pusztán kuriózumként, érdekességként szerepeljen a zenei lexikonokban és összefoglalókban.

## Külső hivatkozások
Német leírás a püthagoraszi hangolásról